# Hörstel
Die Kleinstadt Hörstel (plattdeutsch Hüörsel) befindet sich am nordwestlichsten Ausläufer des Teutoburger Waldes. Das heute im Kreis Steinfurt (nördliches Nordrhein-Westfalen) liegende Stadtgebiet wird historisch auch der Region Tecklenburger Land zugeordnet. Sie wurde am 1. Januar 1975 aus den bis dahin selbstständigen Gemeinden Hörstel, Riesenbeck, Dreierwalde und der Stadt Bevergern gebildet.

## Geografie

### Lage
Hörstel befindet sich am äußersten, nordwestlichen Ende des Teutoburger Walds, der hier als Huckberg beginnt. Die nächsten größeren Städte sind Rheine im Westen und Ibbenbüren im Osten. Die Stadt wird von einem Abschnitt der Hörsteler Aa durchflossen. In Bergeshövede zweigt am „Nassen Dreieck“ der Mittellandkanal vom Dortmund-Ems-Kanal ab.

### Nachbargemeinden
Das Stadtgebiet grenzt an insgesamt sieben Städte und Gemeinden. Die Stadt Ibbenbüren und die Gemeinde Hopsten befinden sich im Tecklenburger Land, die Städte Rheine, Emsdetten und die Gemeinde Saerbeck liegen bereits im Münsterland. Im niedersächsischen Emsland grenzen die Gemeinden Spelle und Schapen an.
| Spelle 11 km    | Schapen 11 km                               | Hopsten 7 km    |
| Rheine 10 km    | Kompassrose, die auf Nachbargemeinden zeigt | Ibbenbüren 9 km |
| Emsdetten 14 km | Saerbeck 15 km                              |                 |

### Stadtgliederung

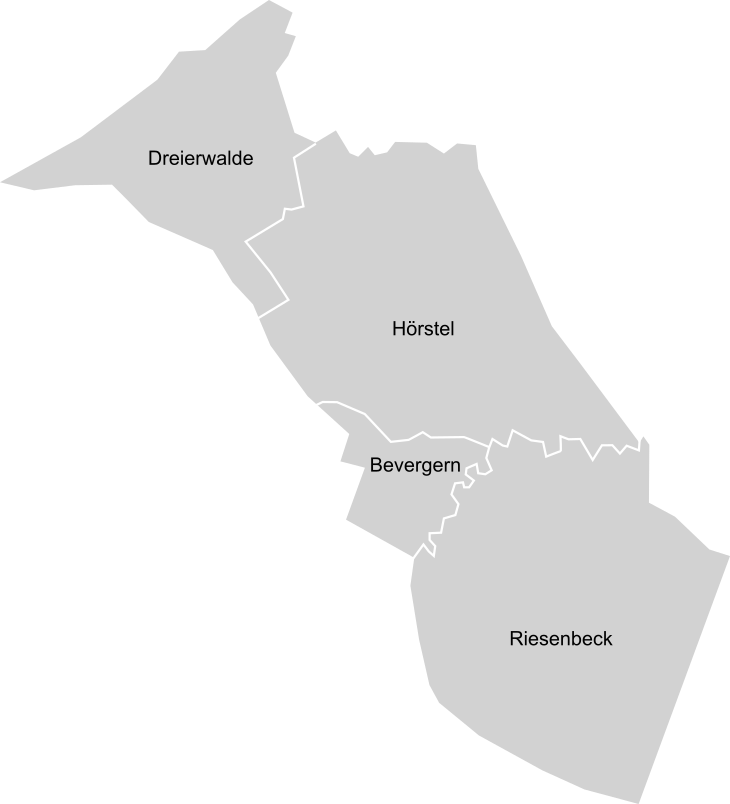
Ortsteile von Hörstel

Zur Stadt Hörstel gehören die Stadtteile
- Bevergern (Einbringung der Stadtrechte)
- Hörstel (Namensgeber und Sitz eines Teils der Stadtverwaltung)
- Dreierwalde
- Riesenbeck (Sitz der Stadtverwaltung).

Die Ortschaften
- Birgte
- Bergeshövede
- Gravenhorst
- Ostenwalde

gelten nicht als Ortsteile der Stadt, sondern als Bauerschaften. Bergeshövede und Birgte gehören zum Stadtteil Riesenbeck. Gravenhorst und Ostenwalde zum Stadtteil Hörstel.

## Geschichte

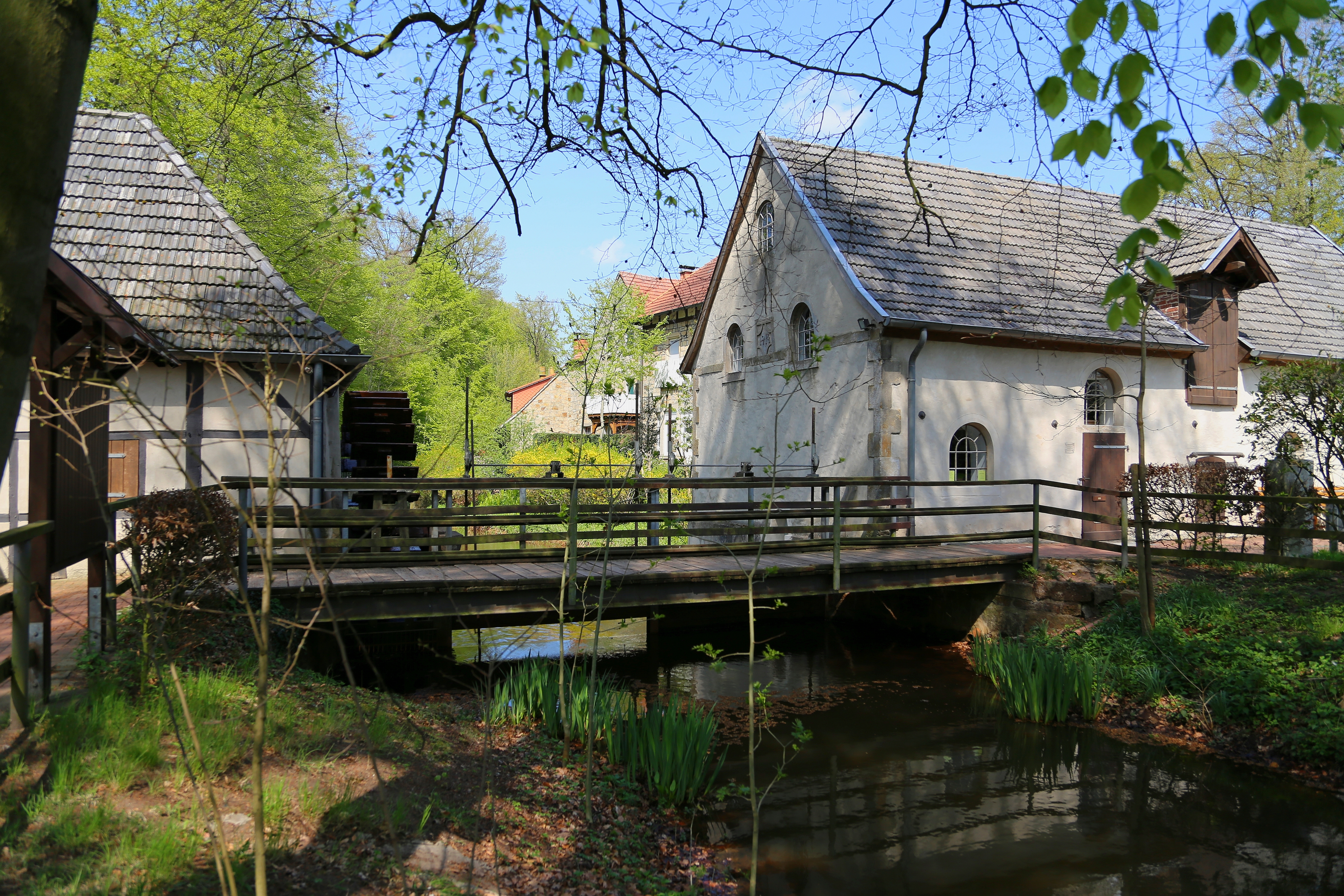
Die ab 1796 errichtete Knollmanns Mühle in Hörstel.

1955 begannen die Weißen Väter auf dem Harkenberg in Hörstel ein Kloster zu bauen, das 1957 eröffnet wurde und in dem das „Paulushaus“ genannte Noviziat der deutschen Provinz eingerichtet wurde. Dort wurden bis 1967, als das Noviziat verlegt wurde, 385 Novizen ausgebildet und auf die Mission in Afrika vorbereitet. Das Kloster der Weißen Väter in Hörstel bestand fort, dort wohnten zuletzt vor allem ältere Patres, die aus der Mission in Afrika zurückgekehrt waren. 2021 verließen die letzten Weißen Väter Hörstel.
Die heutige Stadt Hörstel entstand am 1. Januar 1975 durch den Zusammenschluss der bisherigen Stadt Bevergern mit den Gemeinden Dreierwalde, Hörstel und Riesenbeck. Eine Fläche der ehemaligen Gemeinde Rheine rechts der Ems von 3,00 km², auf der damals 212 Personen lebten, kam hinzu. Die Stadtrechte brachte der Ortsteil Bevergern ein, die urkundlich am 25. Juli 1366 durch Nikolaus Graf zu Tecklenburg und seinen Sohn Otto verliehen wurden.

## Politik

### Stadtrat
Die Sitzverteilung im Rathaus nach der Kommunalwahl vom 13. September 2020:
| Partei / Liste | Sitze |
| CDU            | 15    |
| SPD            | 11    |
| Grüne          | 5     |
| UWG            | 2     |
| FDP            | 1     |

### Bürgermeister
Bürgermeister der Stadt ist David Ostholthoff (SPD), der im September 2015 in der Stichwahl mit 51,30 % der Stimmen gewählt und 2020 mit 74,08 % im Amt bestätigt wurde.

#### Ehemalige Bürgermeister
- 2000–2015 Heinz Hüppe (CDU)
- 1999–2000 Bernhard Lahme (CDU)[10]
- 1989–1999 Josef Plumpe (CDU)[11]
- 1979–1989 Karl Grüter (CDU)
- 1975–1979 Ernst-August Beyer (CDU)[12]

### Wappen
Waagerecht geteilter Schild, oben gespalten. Vorn im roten Feld ein goldenes (gelbes) Eichenblatt aus dem Wappen der ehemaligen Gemeinde Dreierwalde. Im goldenen (gelben) hinteren Feld eine rote Pflugschar aus dem Wappen der ehemaligen Gemeinde Riesenbeck. Im goldenen (gelben) Schildfuß befindet sich ein rechtsgerichteter schwarzer Biberkopf mit roter Zunge aus dem Wappen der ehemaligen Stadt Bevergern. Das Gold (Gelb) steht für die ehemalige Gemeinde Hörstel.
Wappen vor 1975 der Hörsteler Ortsteile:

Bevergern
Dreierwalde
Hörstel
Riesenbeck

### Städtepartnerschaften
Hörstel pflegt Städtepartnerschaften mit
- Dalfsen (Niederlande)
- Waltham Abbey (Großbritannien)
- Molėtai (Litauen)

- Mit der sächsischen Stadt Lunzenau verbindet Hörstel eine Städtefreundschaft.

## Kultur und Sehenswürdigkeiten

### Bauwerke
Das Wasserschloss Surenburg im Ortsteil Riesenbeck und dessen Geschichte reicht bis in das 15. Jahrhundert zurück. Nach der Eroberung des Amtes Bevergern durch das Hochstift Münster von der Grafschaft Tecklenburg wurde es vermutlich durch den Bischof von Münster im Jahr 1400 errichtet. Die erste urkundliche Erwähnung erfolgte erst 1474 als Wohnsitz der Herren von Langen und wurde in seiner heutigen Gestalt ab dem 18. Jahrhundert umgebaut. Die Surenburg ist das bekannteste Wasserschloss im Tecklenburger Land.
Das Kloster Gravenhorst wurde durch den tecklenburgischen Ministerialen Konrad von Brochterbeck im Jahr 1256 gegründet. In den folgenden 50 Jahren nach Gründung konnte Gravenhorst überwiegend Güter der Tecklenburger Grafen und ihrer Ministerialen erwerben. Bei den Besitzverhältnissen ist auffällig, dass viele der Vorbesitzer zum engeren Gefolge der Grafen gehörten. Der klösterliche Besitzschwerpunkt lag dabei im südwestlichen Tecklenburger Land. 2004 wurde das ehemalige Kloster vollkommen renoviert und wird heute als Kunsthaus genutzt. Gravenhorst ist neben Leeden und Schale eines von drei Zisterzienserinnenkloster, das im 13. Jahrhundert im Tecklenburger Land entstand.
| - Sehenswürdigkeiten in Hörstel - Katholische Pfarrkirche St. Antonius. - Evangelische Friedenskirche in Hörstel. - Haus St. Elisabeth, Mehrzweckeinrichtung der Pfarrgemeinde St. Reinhildis. - Bergeshöveder Berg mit dem Nassen Dreieck im Vordergrund. - Torfmoorsee im Winter. - Kloster in der Bauerschaft Gravenhorst. - Mühle des Klosters Gravenhorst. |

### Kriegsgräberstätten
Auf folgenden Friedhöfen befinden sich Kriegsgräber:
- Riesenbeck-Birgte / Kriegsgräberstätte Brumleytal (42)
- Hörstel / Alter Katholischer Friedhof (1)
- Bevergern / Katholischer Friedhof (3)
- Dreierwalde / Katholischer Friedhof (69)
- Hörstel-Gravenhorst / Katholischer Friedhof (6)
- Riesenbeck / Katholischer Friedhof (23)
- Hörstel-Harkenberg / Evangelischer Friedhof (9)

### Erholungsgebiete und Wanderwege
Südlich des Bahnhofs befindet sich der Bürgerpark Hörstel.
Der Hermannsweg, ein Wanderweg durch den Teutoburger Wald auf den Spuren von Arminius, führt durch Bevergern und Riesenbeck. In der Umgebung von Hörstel gibt es zahlreiche Waldwanderwege. In der Nähe liegt der Torfmoorsee als Naherholungsgebiet.

### Rad- und Wanderwege
- 100-Schlösser-Route – ein ca. 960 Kilometer langer Radwanderweg durch das Münsterland und Tecklenburger Land
- Ems-Heide-Weide-Tour – Radwanderweg durch das Feriengebiet Links und Rechts der Ems
- Hermannsweg – Wanderweg, beginnt in Rheine und führt am Hermannsdenkmal entlang

### Sport
Die größten Sportvereine in den jeweiligen Stadtteilen sind der SC Hörstel (ca. 1700 Mitglieder), Brukteria Dreierwalde (knapp 1000 Mitglieder), Stella Bevergern (über 1500 Mitglieder) und der SV Teuto Riesenbeck (2000 Mitglieder). Alle vier Vereine bieten eine Vielzahl an Mannschafts- und Einzelsportarten an. Sie gehören dem Stadtsportverband Hörstel an. Über ihre Sportförderungsgesellschaft DBRH GmbH haben sie 2009 eine neue Zweifach-Sporthalle („Grüne Halle“) im Vogelsang in Riesenbeck erbaut, die sich seit 2020 im Besitz der Stadt Hörstel befindet.
Das Gelände rund um die Surenburg gilt als Mekka der deutschen Gespannfahrer, hier werden nationale und internationale Meisterschaften abgehalten.
Am Torfmoorsee haben sich einige Wassersportvereine angesiedelt. Die Seglergemeinschaft Hörstel 1978 e. V. nutzt diesen See zum Segeln und Windsurfen. Der Angelsportverein Bevergern 1968 e. V. hat sich dort angesiedelt. Die DLRG unterhält dort eine eigene Station. Der jährliche „Riesenbecker Triathlon“ des SV Teuto Riesenbeck findet am Torfmoorsee statt.

## Verkehr

### Schienenverkehr

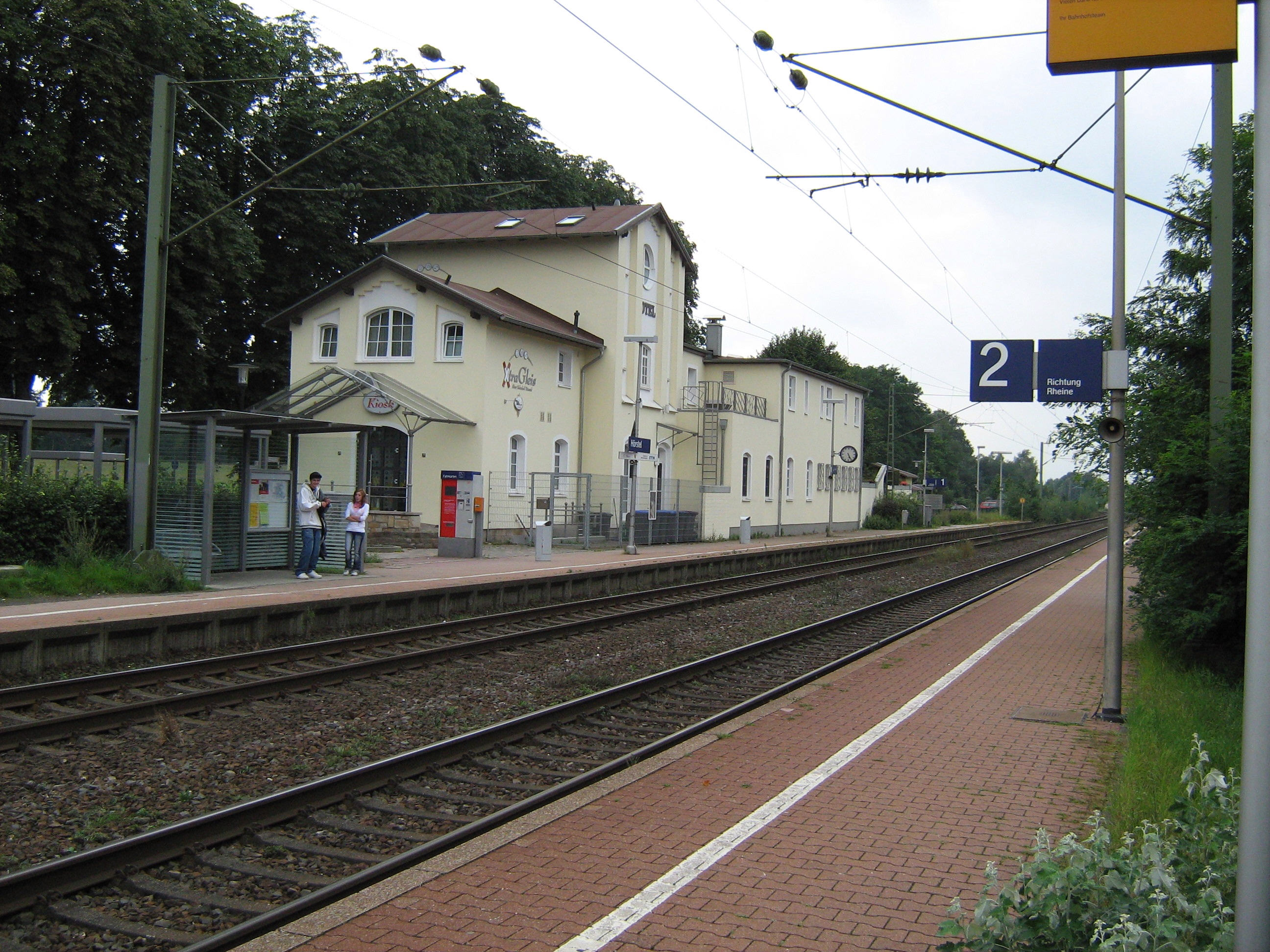
Haltepunkt Hörstel

Der Haltepunkt Hörstel liegt an der Bahnstrecke Löhne–Rheine. Im Schienenpersonennahverkehr verkehren hier der RE 60 „Ems-Leine-Express“ und die RB 61 „Wiehengebirgs-Bahn“.
| Linie | Verlauf | Takt    |
| ----- | --- | ------- |
| RE 60 | Ems-Leine-Express: Rheine – Hörstel – Ibbenbüren-Esch – Ibbenbüren – Ibbenbüren-Laggenbeck – Osnabrück Altstadt – Osnabrück Hbf – Melle – Bünde (Westf) – Kirchlengern – Löhne (Westf) – Bad Oeynhausen – Porta Westfalica – Minden (Westf) – Bückeburg – Stadthagen – Haste (Han) – Wunstorf – Hannover Hbf – Lehrte – Hämelerwald – Vöhrum – Peine – Vechelde – Braunschweig Hbf Stand: Fahrplanwechsel Dezember 2021 | 120 min |
| RB 61 | Wiehengebirgs-Bahn: Hengelo – Oldenzaal – Bad Bentheim – Schüttorf – Salzbergen – Rheine – Hörstel – Ibbenbüren-Esch – Ibbenbüren – Ibbenbüren-Laggenbeck – Osnabrück Altstadt – Osnabrück Hbf – Wissingen – Westerhausen – Melle – Bruchmühlen – Bünde (Westf) – Kirchlengern – Hiddenhausen-Schweicheln – Herford – Brake (b Bielefeld) – Bielefeld Hbf Stand: Fahrplanwechsel Dezember 2021                          | 60 min  |

Für den Güterverkehr stehen am nördlichen Rand des Stadtgebietes die Bahnhöfe Hörstel-Ostenwalde und Uthuisen an der Tecklenburger Nordbahn zur Verfügung.

### Busverkehr
Im Straßenpersonennahverkehr verbindet montags bis samstags im Stundentakt der Taxibus der Linie T60 die Stadtteile Hörstel, Riesenbeck und Bevergern miteinander. Die Regionalbuslinie 190 verbindet den Stadtteil Dreierwalde mit Hopsten und Rheine, wo sich der nächste Fernverkehrsbahnhof befindet. Die Buslinie R21 verbindet die Stadtteile Riesenbeck und Bevergern im Stundentakt mit Rheine und Ibbenbüren.
Im öffentlichen Personennahverkehr gilt der Westfalentarif (Verkehrsgemeinschaft Münsterland), der NRW-Tarif sowie in den Regionalzügen der Niedersachsentarif (Niedersachsen-Ticket im RB 61 gültig bis Herford).

### Straßenverkehr
Hörstel liegt an der Bundesautobahn 30; nahe dem Ortszentrum des Stadtteils Hörstel liegt die gleichnamige Anschlussstelle Hörstel.
Verkehrsentwicklung auf der Bundesautobahn 30 im Bereich zwischen den Anschlussstellen "Hörstel" und "Rheine-Kanalhafen" im täglichen Durchschnitt.
| Jahr                           | 2000   | 2005   | 2010   |
| ------------------------------ | ------ | ------ | ------ |
| Anzahl der erfassten Fahrzeuge | 31.077 | 34.879 | 37.377 |

2010 wurden im Durchschnitt 10.057 Lkw sowie 27.320 Pkw erfasst.

### Flugverkehr
Der nächste Verkehrslandeplatz liegt in Rheine. Der Flughafen Münster-Osnabrück befindet sich in ca. 20 Kilometern Entfernung in Greven.

### Schiffsverkehr
Hörstel liegt direkt am Mittellandkanal (MLK) sowie am Dortmund-Ems-Kanal (DEK).
Beide Kanäle treffen am sogenannten „Nassen Dreieck“ in Riesenbeck-Bergeshövede aufeinander. Das „Nasse Dreieck“ bezeichnet das Wasserstraßendreieck, bei dem der Mittellandkanal vom Dortmund-Ems-Kanal abzweigt und den Teutoburger Wald quert. Das Nasse Dreieck ist ein wichtiger Knotenpunkt für die Binnenschifffahrt.

## Wirtschaft und Infrastruktur

### Medien
- Ibbenbürener Volkszeitung
- Münsterländische Volkszeitung
- WDR, Studio Münster
- Radio RST auf 104,0 MHz
- Hörsteler Stadtmagazin, herausgegeben vom „Stadtmarketing Hörstel e. V.“
- Ibbenbürener Anzeiger, Anzeigenwochenblatt der "Ibbenbürener Volkszeitung"

### Öffentliche Einrichtungen

#### Bäder
In Riesenbeck befindet sich ein kommunales Hallenbad. Der Torfmoorsee ist zum Baden freigegeben.

## Persönlichkeiten

### Ehrenbürger
- Constantin Freiherr Heereman von Zuydtwyck (1931–2017), wohnte in Haus Surenburg in Riesenbeck

### Söhne und Töchter der Stadt
- Georg Hermes (* 22. April 1775 in Dreierwalde; † 26. Mai 1831 in Bonn), Theologe und Philosoph
- Clemens Heereman von Zuydwyck (* 26. August 1832 auf Surenburg; † 23. März 1903 in Berlin), Politiker der Zentrumspartei
- August Josef Hagemann (* 26. September 1875 in Hörstel; † 15. November 1950 in Osnabrück), Politiker (MdR, MdL in Preußen) der Zentrumspartei
- Ernst Petrich (* 23. Oktober 1878 in Grävenhorst; † 19. April 1964 in Leer (Ostfriesland)), Maler und Grafiker
- Aloys Heuvers (* 15. Dezember 1888 in Dreierwalde; † 1. Juni 1967 in Bochum), Maschinenbau-Ingenieur und langjähriger Betriebsdirektor beim Bochumer Verein
- Viktor Lutze (* 28. Dezember 1890 in Bevergern; † 2. Mai 1943 in Potsdam), NSDAP, nach der Machtergreifung Hitlers 1933 Oberpräsident der Provinz Hannover später Nachfolger Ernst Röhms als Stabschef der SA
- Anton Hilckman (* 4. März 1900 in Bevergern; † 25. Januar 1970 in Mainz), Volkskundler und Hochschullehrer, von den Nationalsozialisten verfolgt; KZ-Überlebender
- Bernhard Schräder (* 26. September 1900 in Hörstel; † 10. Dezember 1971), Weihbischof und Bischöflicher Kommissar in Schwerin
- Pater Josef Averesch CSsR, (* 1. April 1902 in Hörstel; † 20. Juni 1949 ebenda), Volksmissionar und Opfer des Nationalsozialismus
- August Wieschemeyer (* 9. April 1904 in Dreierwalde; † 1979), Maristenpater und Theologe; erwarb sich große Verdienste um das Kloster Fürstenzell und war Ehrenbürger der Gemeinde Fürstenzell
- Theodor Gröver (* 5. Dezember 1909 in Riesenbeck; † 25. August 1975 un Hörstel), SS-Untersturmführer und verurteilter Kriegsverbrecher
- Karl Grüter (* 29. August 1920 in Riesenbeck; † 17. Januar 2006), Gewerkschafter und Politiker (CDU)
- Ottilie Baranowski (* 6. November 1925 in Bevergern; † 4. Juli 2022 in Riesenbeck), Bibliothekarin und niederdeutsche Autorin
- Werner Heukamp (* 20. Mai 1929 in Hörstel; † 29. Juli 2020), Pfarrer, Heimatforscher und Autor vornehmlich niederdeutscher Sprache
- Siegfried Schoppe (* 25. April 1944 in Hörstel), Wirtschaftswissenschaftler
- Franz-Josef Möllers (* 28. Juni 1946 in Riesenbeck),  Präsident des Westfälisch-Lippischen Landwirtschaftsverbandes
- Norbert Strotmann (* 14. August 1946 in Riesenbeck), der erste Bischof des römisch-katholischen Bistums Chosica in Lima
- Reinhard Puch (* 1947 in Hörstel), Bildhauer
- Frank Grupe (* 1952 in Hörstel), Regisseur und Schauspieler
- Karl-Josef Laumann (* 11. Juli 1957 in Riesenbeck), Politiker (CDU), von 2005 bis 2010 und seit dem 30. Juni 2017 Arbeits-, Sozial- und Gesundheitsminister in NRW
- Thomas Bühner (* 13. April 1962 in Riesenbeck), Sterne-Koch, Küchenchef des Restaurants „la vie“ in Osnabrück von April 2006 bis Juli 2018
- Simon Scherder (* 2. April 1993 in Dreierwalde), Fußballspieler

### Weitere Persönlichkeiten, die mit der Stadt in Verbindung stehen
- Ludger Beerbaum (* 26. August 1963 in Detmold), Springreiter und Olympiagewinner, wohnt und trainiert in Riesenbeck
- Peter Niemeyer (* 22. November 1983 in Mettingen), Fußballspieler, wuchs in Riesenbeck auf und begann seine sportliche Laufbahn beim SV Teuto Riesenbeck
- Marius Bülter (* 29. März 1993 in Ibbenbüren), Fußballspieler, wuchs in Dreierwalde auf und begann seine sportliche Laufbahn beim SV Brukteria Dreierwalde

## Filmdokumentationen
- Detlef Muckel (* 1. August 1970 in Bochum), Regisseur aus Rheine-Mesum, drehte den Film Leben und Sterben 45. Der Dokumentarspielfilm beschäftigt sich mit den Kämpfen im Brumleytal am Ende des Zweiten Weltkrieges.